# الاخشاب (المضاربة والعارة)

تعديل مصدري - تعديل

الاخشـاب هي إحدى قرى عزلة المضاربة بمديرية المضاربة والعارة التابعة لمحافظة لحج، بلغ تعداد سكانها 34 نسمة حسب تعداد اليمن لعام 2004.